# Galesburg (Michigan)
Galesburg è un comune degli Stati Uniti d'America, situato nello Stato del Michigan, nella contea di Kalamazoo.